# بول سمارت (متسابق دراجات نارية)
بول سمارت (بالإنجليزية: Paul Smart)‏ هو متسابق دراجات نارية إنجليزي. نافس في سباقات بطولة العالم لفئة 500 سي سي ولفئة 350 سي سي ولفئة 250 سي سي ولفئة 50 سي سي.